# Zhaxylyk Ushkempirov
Zhaxylyk Ushkempirov (Kazajistán, Unión Soviética, 6 de mayo de 1951-2 de agosto de 2020) fue un deportista soviético especialista en lucha grecorromana donde llegó a ser campeón olímpico en Moscú 1980.

## Carrera deportiva
En los Juegos Olímpicos de 1980 celebrados en Moscú ganó la medalla de oro en lucha grecorromana de pesos de hasta 48 kg, por delante del luchador rumano Constantin Alexandru (plata) y del húngaro Ferenc Seres (bronce).